# Boliwia na Letnich Igrzyskach Olimpijskich 2012
Boliwię na Letnich Igrzyskach Olimpijskich 2012, które odbyły się w Londynie, reprezentowało 5 zawodników.
Był to trzynasty start reprezentacji Boliwii na letnich igrzyskach olimpijskich.

## Reprezentanci

### Lekkoatletyka
Mężczyźni:
| Zawodnik    | Konkurencja   | Eliminacje | Eliminacje | Ćwierćfinał | Ćwierćfinał | Półfinał | Półfinał | Finał | Finał   |
| Zawodnik    | Konkurencja   | Wynik      | Miejsce    | Wynik       | Miejsce     | Wynik    | Miejsce  | Wynik | Miejsce |
| ----------- | ------------- | ---------- | ---------- | ----------- | ----------- | -------- | -------- | ----- | ------- |
| Bruno Rojas | bieg na 100 m | 10,62      | 1          | 10,65       | 8.          | NQ       | NQ       | NQ    | NQ      |

Kobiety
| Zawodniczka        | Konkurencja   | Eliminacje | Eliminacje | Ćwierćfinał | Ćwierćfinał | Półfinał | Półfinał | Finał   | Finał   |
| Zawodniczka        | Konkurencja   | Wynik      | Miejsce    | Wynik       | Miejsce     | Wynik    | Miejsce  | Wynik   | Miejsce |
| ------------------ | ------------- | ---------- | ---------- | ----------- | ----------- | -------- | -------- | ------- | ------- |
| Claudia Balderrama | chód na 20 km | —          | —          | —           | —           | —        | —        | 1:33:28 | 33      |

### Pływanie
Mężczyźni
| Zawodnik          | Konkurencja    | Eliminacje | Eliminacje | Półfinał | Półfinał | Finał | Finał  |
| Zawodnik          | Konkurencja    | Czas       | Miejsce    | Czas     | Miejsce  | Czas  | Miejsc |
| ----------------- | -------------- | ---------- | ---------- | -------- | -------- | ----- | ------ |
| Andrew Rutherfurd | 100 m dowolnym | 52,57      | 41         | NQ       | NQ       | NQ    | NQ     |

Kobiety
| Zawodniczka  | Konkurencja    | Eliminacje | Eliminacje | Półfinał | Półfinał | Finał | Finał   |
| Zawodniczka  | Konkurencja    | Czas       | Miejsce    | Czas     | Miejsce  | Czas  | Miejsce |
| ------------ | -------------- | ---------- | ---------- | -------- | -------- | ----- | ------- |
| Karen Tórrez | 100 m dowolnym | 57,78      | 37         | NQ       | NQ       | NQ    | NQ      |

### Strzelectwo
Mężczyźni
| Zawodnik          | Konkurencja | Kwalifikacje | Kwalifikacje | Finał  | Finał   |
| Zawodnik          | Konkurencja | Punkty       | Miejsce      | Punkty | Miejsce |
| ----------------- | ----------- | ------------ | ------------ | ------ | ------- |
| Juan Carlos Pérez | trap        | 110          | 31           | NQ     | NQ      |